# Zieria pilosa
Zieria pilosa är en vinruteväxtart som beskrevs av Edward Rudge. Zieria pilosa ingår i släktet Zieria och familjen vinruteväxter. Inga underarter finns listade i Catalogue of Life.